# ربيع (إحصاء)

مخطط صندوقي لعنتين احصائيتين يظهر عليه دلالات الربيعات بشكل بياني

في الإحصاء الوصفي، الرُبيّع لمجموعة عددية مرتبة هو أي قيمة من القيم الثلاثة التي تقسم المجموعة إلى أربع مجموعات متساوية تحوي كل منها ربع عناصر المجموعة الأصلية. الربيع هو حالة خاصة من نقاط التجزيء. يعرف الربيع الأول على أنه عنصر المجموعة الذي يتوسط بين العنصرين الأصغر والوسيط للمجموعة. أما الربيع الثاني فهو نفسه وسيط المجموعة. والربيع الثالث هو عنصر المجموعة الذي يتوسط بين وسيط المجموعة والعنصر الأكبر للمجموعة.